# San Marone
San Marone je katolický kostel v Římě, v rione Ludovisi, na via Aurora.
Je zasvěcen syrskému poustevníkovi z 5. století, svatému Maronovi, zakladateli maronitské církve, a je oficiálním národním kostelem libanonských maronitů s kázáním v arabštině. Byl postaven roku 1890 dle projektu architekta Viciho, a spojen se sousedícím maronitským klášterem (ten byl roku 1936 přeměněn na ubytovnu).